# فرانسيسكو بالميرو
فرانسيسكو لويس بالميرو رودريغيز (16 أكتوبر 1932 - 22 يناير 2017) اشتهر باسم بالميرو كان لاعب كرة قدم برتغالياً لعب كمهاجم.

## مرتبة الشرف
بنفيكا
- Primeira Liga : 1954–55 ، 1956–57 ، 1959–60 [4]
- Taça de Portugal : 1954–55 ، 1956–57 ، 1958–59 [4]